# Округ Свишер (Тексас)
Округ Свишер (енгл. Swisher County) је округ у америчкој савезној држави Тексас. По попису из 2010. године број становника је 7.854.

## Демографија
Према попису становништва из 2010. у округу је живело 7.854 становника, што је 524 (6,3%) становника мање него 2000. године.
| Група             | 2000.         | 2010.         |
| Белци             | 4.849 (57,9%) | 4.025 (51,2%) |
| Афроамериканци    | 490 (5,8%)    | 566 (7,2%)    |
| Азијати           | 13 (0,2%)     | 10 (0,1%)     |
| Хиспаноамериканци | 2.951 (35,2%) | 3.149 (40,1%) |
| Укупно            | 8.378         | 7.854         |